# U-32 (1937)
U-32 — средняя немецкая подводная лодка типа VIIA, времён Второй мировой войны.

## История
Заказ на постройку субмарины был отдан 1 апреля 1935 года. Лодка была заложена 15 марта 1936 года на верфи АГ Везер в Бремене под строительным номером 913, спущена на воду 25 февраля 1937 года. Лодка вошла в строй 15 апреля 1937 года под командованием капитан-лейтенанта Вернера Лотта.

## Командиры
- 15 апреля 1937 года — 15 августа 1937 года Вернер Лотт
- 16 августа 1937 года — 11 февраля 1940 года Пауль Бюхель
- 12 февраля 1940 года — 30 октября 1940 года обер-лейтенант цур зее Ганс Йениш (кавалер Рыцарского железного креста)

## Флотилии
- 15 апреля 1937 года — 30 октября 1940 года — 2-я флотилия

## История службы
Лодка совершила 9 боевых походов, потопила 20 судов суммарным водоизмещением 116 836 брт, повредила 4 судна суммарным водоизмещением 32 274 брт. Повредила британский легкий крейсер Фиджи водоизмещением 8 000 т.
U-32 потопила самое большое судно за время Битвы за Атлантику: 28 октября 1940 года, за два дня до собственной гибели она торпедировала лайнер «Императрица Британии» (англ. Empress of Britain, 42 350 брт).
Потоплена 30 октября 1940 года к северо-западу от Ирландии, в районе с координатами 55°37′ с. ш. 12°19′ з. д. глубинными бомбами с британских эсминцев HMS Harvester и HMS Highlander. 9 погибших, 33 члена экипажа спаслись.

## Волчьи стаи
U-32 входила в состав следующих «волчьих стай»:
- Прин 12 июня 1940 года — 15 июня 1940
- безымянная 20 сентября 1940 года — 22 сентября 1940

## Потопленные суда
| Дата               | Тип                  | Принадлежность | Дата             | Тоннаж (БРТ) | Груз                                                                          | Судьба                        | Место                     |
| Kensington Court   | грузовое судно       | Великобритания | 18 сентября 1939 | 4 863        | 8000 тонн крупы                                                               | потоплен                      | 50°31′ с. ш. 8°27′ з. д.  |
| Jern               | грузовое судно       | Норвегия       | 28 сентября 1939 | 875          | пульпа                                                                        | потоплен                      | 58°48′ с. ш. 3°20′ в. д.  |
| Marwarri           | грузовое судно       | Великобритания | 5 октября 1939   | 8 063        | правительственное имущество                                                   | подорвался на мине, поврежден | 50°56′ с. ш. 4°47′ з. д.  |
| Lochgoil           | грузовое судно       | Великобритания | 6 октября 1939   | 9 462        | генеральный груз, орудия ПВО                                                  | подорвался на мине, поврежден | 51°24′ с. ш. 4°00′ з. д.  |
| Luna               | грузовое судно       | Норвегия       | 31 декабря 1939  | 959          | генеральный груз, состоящий из шлангов, цинковых пластин и джутовой мешковины | потоплен по ошибке            | 58°48′ с. ш. 3°20′ в. д.  |
| Lagaholm           | грузовое судно       | Швеция         | 2 марта 1940     | 2 818        | 4700 тонн генерального груза, состоящего из меди, моторов, химикатов и почты  | потоплен                      | 59°34′ с. ш. 5°10′ з. д.  |
| Altair             | грузовое судно       | Норвегия       | 18 июня 1940     | 1 522        |                                                                               | потоплен                      | 49°39′ с. ш. 11°15′ з. д. |
| Faro-Ons           | рыболовецкий траулер | Испания        | 18 июня 1940     | 108          |                                                                               | потоплен                      | 49°39′ с. ш. 11°00′ з. д. |
| Sálvora            | рыболовецкий траулер | Испания        | 18 июня 1940     | 108          |                                                                               | потоплен                      | 49°39′ с. ш. 11°00′ з. д. |
| Labud              | грузовое судно       | Югославия      | 19 июня 1940     | 5 334        | кукуруза                                                                      | потоплен                      | 51°06′ с. ш. 8°38′ з. д.  |
| Eli Knudsen        | танкер               | Норвегия       | 22 июня 1940     | 9 026        | 1300 тонн нефти и дизельного топлива                                          | потоплен                      | 50°36′ с. ш. 8°44′ з. д.  |
| Chelsea            | грузовое судно       | Великобритания | 30 августа 1940  | 4 804        | 7600 тонн кукурузы                                                            | потоплен                      | 58°48′ с. ш. 6°49′ з. д.  |
| Mill Hill          | грузовое судно       | Великобритания | 30 августа 1940  | 4 318        | 6755 тонн чугунных болванок и стали                                           | потоплен                      | 58°48′ с. ш. 6°49′ з. д.  |
| Norne              | грузовое судно       | Норвегия       | 30 августа 1940  | 3 971        | чугунный лом                                                                  | потоплен                      | 58°48′ с. ш. 6°49′ з. д.  |
| HMS Fiji (58)      | лёгкий крейсер       | Великобритания | 1 сентября 1940  | 8 000        |                                                                               | поврежден                     | 58°10′ с. ш. 12°55′ з. д. |
| Collegian          | грузовое судно       | Великобритания | 22 сентября 1940 | 7 886        | генеральный груз, состоящий из хлопка, стали и леса                           | поврежден                     | 54°30′ с. ш. 15°25′ з. д. |
| Mabriton           | грузовое судно       | Великобритания | 25 сентября 1940 | 6 694        | в балласте                                                                    | потоплен                      | 56°12′ с. ш. 23°00′ з. д. |
| Corrientes         | грузовое судно       | Великобритания | 26 сентября 1940 | 6 863        | 1800 тонн генерального груза, кирпичи                                         | поврежден                     | 53°49′ с. ш. 24°19′ з. д. |
| Darcoila           | грузовое судно       | Великобритания | 26 сентября 1940 | 4 084        | в балласте                                                                    | потоплен                      | 53°32′ с. ш. 26°00′ з. д. |
| Tancred            | грузовое судно       | Норвегия       | 26 сентября 1940 | 6 094        | в балласте                                                                    | потоплен                      | 53°32′ с. ш. 24°35′ з. д. |
| Empire Ocelot      | грузовое судно       | Великобритания | 28 сентября 1940 | 5 759        | в балласте                                                                    | потоплен                      | 54°37′ с. ш. 21°30′ з. д. |
| Bassa              | грузовое судно       | Великобритания | 29 сентября 1940 | 5 267        | в балласте                                                                    | потоплен                      | 54°00′ с. ш. 21°00′ з. д. |
| Haulerwijk         | грузовое судно       | Нидерланды     | 1 октября 1940   | 3 278        | в балласте                                                                    | потоплен                      | 53°34′ с. ш. 27°28′ з. д. |
| Kayeson            | грузовое судно       | Великобритания | 2 октября 1940   | 4 606        | 2802 тонны генерального груза, 3901 тонна угля                                | потоплен                      | 51°12′ с. ш. 24°22′ з. д. |
| Empress of Britain | пассажирский лайнер  | Великобритания | 28 октября 1940  | 42 348       | 300 тонн сахара, 300 тонн правительственного имущества, пассажиры             | потоплен                      | 55°16′ с. ш. 9°50′ з. д.  |